# Isola del Cantone
Isola del Cantone (en ligur l'Isoa do Canton o simplement l'Isoa o Gorrejo) és un comune italià, situat a la regió de la Ligúria i a la ciutat metropolitana de Gènova. El 2011 tenia 1.544 habitants.

## Geografia
És la comune més septentrional de la Ligúria, dins els Apenins Ligurs, a l'alta vall del Scrivia. Té una superfície de 47,97 km² i les frazioni de Borlasca, Creverina, Griffoglieto, Marmassana, Mereta (el centre habitat més septentrional de la Ligúria), Montecanne, Montessoro, Pietrabissara, Prarolo i Vobbietta. Limita amb les comunes de Arquata Scrivia, Busalla, Grondona, Mongiardino Ligure, Roccaforte Ligure, Ronco Scrivia, Vobbia i Voltaggio.